# Nuance Communications
Nuance Communications – amerykańska korporacja działająca w dziedzinie technologii oprogramowania komputerowego, z siedzibą w Burlington, w stanie Massachusetts. Dostarcza aplikacje rozumienia mowy i obrazowania. Aktualnie oferta firmy koncentruje się na serwerach i platformach rozpoznawania mowy, systemach zarządzania głosem, biometrii głosowej, automatycznych telefonicznych usługach katalogowych, oprogramowaniu i systemach językowej transkrypcji dla służby zdrowia, oprogramowaniu do optycznego rozpoznawania znaków i oprogramowaniu do przetwarzania obrazu na pulpicie. Spółka posiada również mały oddział odpowiedzialny za oprogramowanie i rozwój systemów dla agencji wojskowych i rządowych. W październiku 2011 r. niepotwierdzone źródła wskazywały, że jej serwery obsługują aplikacje iPhone 4S Siri rozpoznawania mowy.
Od 2008 roku firma rozwija się w wyniku organicznego wzrostu, fuzji i przejęć. Nuance Communications powstała w wyniku połączenia ScanSoft i Nuance w październiku 2005 r. Przed połączeniem obie firmy konkurowały ze sobą w dziedzinie komercyjnych aplikacji rozpoznawania mowy. Jednak, to co oficjalnie określane jest terminem "połączenie" było de facto przejęciem firmy Nuance przez ScanSoft, choć połączone firmy zmieniła nazwę na Nuance. Przed 1999 r. ScanSoft znana była pod nazwą Visioneer i zajmowała się opracowaniem sprzętu i oprogramowania skanerów. W 1999 r. Visioneer kupił ScanSoft-Xerox (spin-off) i przyjęła nazwę ScanSoft. Oryginalnie ScanSoft wywodziła się z firmy Kurzweil Computer Products, powstałej 1974 roku, producenta oprogramowania, która jako pierwsza na świecie opracowała system wielokierunkowego rozpoznawania znaków pisanych.

## Partnerstwo z Siri i Apple Inc
Siri to aplikacja, która łączy w sobie rozpoznawanie mowy z zaawansowanym przetwarzaniem języka naturalnego. Sztuczna inteligencja, która wymaga zarówno zaawansowanych algorytmów i olbrzymiej mocy obliczeniowej dostępnej zarówno na urządzeniach przenośnych i serwerach, które dzielą się pracą umożliwiając oprogramowaniu rozumienie nie tylko słów, ale całego kontekstu.

## Obsługa aplikacji telefonicznych
- Użytkownik dzwoni do automatycznego systemu obsługi połączeń telefonicznych
- Aplikacja ładuje odpowiednie frazy i pyta użytkownika, aby zapewnić rozpoczęcie transmisji mowy (zadaje pytanie), tym samym otwiera strumień danych wejściowych dla oprogramowania do rozpoznawania mowy.
- Użytkownik mówi i jest to przekazywane do funkcji rozpoznawania mowy.
- System rozpoznawania mowy pokazuje liczbę potencjalnych wyników wraz z ich prawdopodobieństwem ich prawidłowości.

## Biometria głosowa
Biometria głosowa Nuance, technologia oferująca skuteczne i sprawdzone narzędzie uwierzytelniania dające wiele korzyści w porównaniu do tradycyjnych metod weryfikacji osób dzwoniących, wykorzystywana w biurach obsługi klienta (contact centers) instytucji bankowych, finansowych, informatycznych, telekomunikacyjnych etc.
W przeciwieństwie do metod weryfikacji opartych na wiedzy takich jak numer PIN, hasła dostępu, pytania bezpieczeństwa biometria głosowa zapewnia:
- Lepsze doświadczenie użytkownika: większość użytkowników woli biometrię głosową niż alternatywne metody
- Większa liczba prób uwierzytelniania zakończona sukcesem: biometria głosowa daje użytkownikom większe prawdopodobieństwo dostępu do swojego konta
- Spójne doświadczenie w wielu kanałach (telefoniczne biura obsługi, portale samoobsługowe): biometria głosowa może być stosowana jako wyłączna metoda weryfikacji we wszystkich kanałach
- Niższe koszty: wyniki pokazują, że biometria głosowa zmniejsza koszty związane z uwierzytelnianiem
- Zmniejszone ryzyko oszustwa: biometria głosowa cechuje się wyższym współczynnikiem bezpieczeństwa

## Produkty
- OCR
- Rozpoznawanie mowy (speech recognition – call steering)
- Synteza mowy (text to speech)
- Biometria głosowa
- mobilny asystent
- PDF kreator
- Dragon